# Азијска пустињска грмуша
Азијска пустињска грмуша (лат. Curruca nana) је типична грмуша која се гнезди у пустињама централне и западне Азије и крајњег истока Европе (подручје делте Волге источно до западне Унутрашње Монголије у Кини), а зими мигрира у слична станишта у југозападној Азији (од Арабије до северозападне Индије) и крајњем североистоку Африке (обални региони Црвеног мора). До недавно се сматрала конспецифичном са афричком пустињском грмушом (Curruca deserti) (и називала се само „пустињска грмуша“), али јој је сада дат специфичан статус. Њих две су и даље једна другој најближи живи сродници, а њихов однос са другим типичним грмушама није јасан. Могуће је да су прилично блиске обичној грмуши (Curruca communis); посебно, женке обичне грмуше веома личе на богато обојену азијску пустињску грмушу. Али чини се да су сва три таксона прилично базални чланови рода.

## Таксономија
Азијску пустињску грмушу су формално описали природњаци Hemprich & Ehrenberg, 1833. године у "Symbolae physicae seu icones et descriptiones corporum naturalium novorum aut minus cognitorum quae ex itineribus per Libyam Aegyptum Nubiam Dongolam Syrian Arabiam et Habessianiam publico institutis (etc.)". Специфични епитет „nana“ је латински израз за „патуљак“, од ранијег старогрчког „nanos“.

## Опис
То је мала птица (друга најмања у роду после афричке пустињске грмуше), 11,5-12,5 цм дужине. Полови су готово идентичне боје, бледо сиво-смеђи одозго са смеђим крилима и репом, а беличасти одоздо; кљун и ноге су жућкасти, а око има жуту дужицу. Као и његови сродници, инсектојед је, али ће јести и мале бобице; за разлику од већине грмуша, обично се храни на земљи. Песма је препознатљив звук који се често изводи у лету, са мешавином јасних и оштријих нота. 

## Распрострањеност и станиште
Гнезди се у полупустињским и сувим степским окружењима, све док има грмља за гнежђење. Гнездо гради у ниском грмљу и полаже 4–6 јаја.
Као ретка луталица, јављала се чак и на западу, све до Велике Британије.